# 2024 YR4
2024 YR4 je planetka o průměru 40 až 90 metrů, která je klasifikována jako blízkozemní objekt Apollonovy skupiny. Byla objevena chilskou stanicí systému ATLAS (Asteroid Terrestrial-impact Last Alert System) 27. prosince 2024.  Od 27. ledna do 20. února 2025  byla ohodnocena stupněm 3 na Turínské stupnici s pravděpodobností 1 ku 32 (3,1 %), že 22. prosince 2032 narazí do Země.  Od 25. února 2025 má na Turínské stupnici hodnocení 0, s pravděpodobností 1 ku 45 000 (0,0022 %), že 22. prosince 2032 narazí do Země, a na Palermské stupnici hodnocení -3,44, což odpovídá nebezpečí dopadu 0,08 % úrovně pozadí. Oblast nejistoty pro dráhu jejího potenciálního dopadu v roce 2032 je široká 560 000 tisíc km. Dne 22. prosince 2032 se planetka nominálně přiblíží blíže k Měsíci než k Zemi, ale 3-sigma nejistota ve vzdálenostech je menší než vzdálenost k Měsíci (k února 2025). Existuje 1,7 % pravděpodobnost, že 22. prosince 2032 kolem 15:19 UT asteroid narazí do Měsíce.
Objev vyvolal první krok v reakci na planetární obranu, přiměl několik velkých teleskopů ke shromáždění dat o objektu a vedl vesmírné agentury podporované Organizací spojených národů k zahájení plánování zmírnění hrozby planetky.

2024 YR4

Předběžná analýza spekter a fotometrických časových řad naznačuje, že se jedná o křemičitanovou planetku typu S nebo L s rotační periodou přibližně 19,5 minuty. Dne 25. prosince 2024 (dva dny před objevem) se planetka přiblížila k Zemi na vzdálenost 828 800 km (2,16 lunární vzdálenosti) a nyní se vzdaluje. Jeho další těsné přiblížení nastane kolem 17. prosince 2028. Asteroid 2024 YR4 bude od začátku dubna 2025 do června 2028 příliš daleko na to, aby jej mohly pozorovat pozemní teleskopy. Během tohoto období budou asteroid sledovat teleskopy v infračerveném spektru, jako je vesmírný dalekohled Jamese Webba a vesmírný dalekohled Nancy Romanové.